# Kolophóni Mnaszeasz
Kolophóni Mnaszeasz (Kr. e. 2. század) görög költő. Kolophónból származott, korabeli források szerint erotikus verseket írt. Munkái nem maradtak fenn, Athénaiosz emlékezik meg róla.